# پاتریک هسه
پاتریک هسه (انگلیسی: Patrick Hesse؛ زادهٔ ۱۹۵۶) بازیکن فوتبال اهل فرانسه است.